# Laktozilkeramid 4-a-galaktoziltransferaza
Laktozilkeramid 4-a-galaktoziltransferaza (EC 2.4.1.228, Galbeta1-4Glcbeta1-Cer alfa1,4-galaktoziltransferaza, globotriaozilkeramid/CD77 sintaza, histo-krvna grupa Pk UDP-galaktoza, UDP-galaktoza:laktozilkeramid 4II-alfa--galaktoziltransferaza, UDP-galaktoza:beta--galaktozil-(1->4)--glukozil(1<->1)keramid 4II-alfa--galaktoziltransferaza, UDP-galaktoza:beta--galaktozil-(1->4)--glukozil-(1<->1)-keramid 4II-alfa--galaktoziltransferaza) je enzim sa sistematskim imenom UDP-alfa--galaktoza:beta--galaktozil-(1->4)--glukozil-(1<->1)-keramid 4II-alfa--galaktoziltransferaza. Ovaj enzim katalizuje sledeću hemijsku reakciju
UDP-alfa--galaktoza + beta-D-galaktozil-(1->4)-beta--glukozil-(1<->1)-keramid {\displaystyle \rightleftharpoons } UDP + alfa-D-galaktozil-(1->4)-beta-D-galaktozil-(1->4)-beta--glukozil-(1<->1)-keramid

## Literatura
- Nicholas C. Price; Lewis Stevens (1999). Fundamentals of Enzymology: The Cell and Molecular Biology of Catalytic Proteins (Third изд.). USA: Oxford University Press. ISBN 019850229X.
- Eric J. Toone (2006). Advances in Enzymology and Related Areas of Molecular Biology, Protein Evolution (Volume 75 изд.). Wiley-Interscience. ISBN 0471205036.
- Branden C; Tooze J. Introduction to Protein Structure. New York, NY: Garland Publishing. ISBN 0-8153-2305-0.
- Irwin H. Segel. Enzyme Kinetics: Behavior and Analysis of Rapid Equilibrium and Steady-State Enzyme Systems (Book 44 изд.). Wiley Classics Library. ISBN 0471303097.
- William P. Jencks (1987). Catalysis in Chemistry and Enzymology. Dover Publications. ISBN 0486654605.

## Spoljašnje veze
- Lactosylceramide+4-alpha-galactosyltransferase на 